# Бродівський історико-краєзнавчий музей
Бро́дівський істо́рико-кра́єзнавчий му́зей — музей у місті Броди на Львівщині.

## Історія
Початок створення Бродівського історико-краєзнавчого музею заклало рішення виконкому Бродівської районної ради депутатів трудящих від 8 липня 1959 року № 317 «Про створення краєзнавчого музею при районному будинку культури та музейних кімнат в селах». Документом було створено ініціативний комітет, який і розпочав справу заснування музею у Бродах. Офіційного відкриття музею тоді так і не відбулося, але восени 1961 року новостворений музей приймав відвідувачів, а основний фонд музею налічував 800 експонатів, що висвітлювали історію Бродів та району.
Перший музей знаходився у приміщенні колишньої читальні «Просвіта» підміського села Великі Фільварки, а на той час — околиця Бродів. Заклад знаходився в чотирьох кімнатках, експонати були розміщені за тематичним принципом. На громадських засадах керівником закладу став почесний громадянин міста, колишній секретар Бродівського ревкому Іллящук Є. А. У музеї зберігались нумізматичні колекції, збірки холодної зброї, обрядові предмети, документи ХІХ — початку ХХ століть, була широко представлена етнографія краю. Але на початку 1970-х років музей припинив свою роботу через те, що на місці будівлі старого музею розпочалося будівництво музичної школи. У цей час було втрачено майже всі музейні експонати першого музею.
1979 року для відновлення та продовження діяльності музею було передано частину приміщення XVIII — ХІХ століть, в стінах якого у 1882—1918 роках містилося цісарсько-королівське повітове староство тодішньої Австро-Угорської імперії, а згодом Другої Речі Посполитої. Протягом 1980-1984 років під керівництвом краєзнавця, історика, директора музею Дмитра Чобота проводилося збирання експонатів та створювалась експозиція. Відкриття нового Бродівського краєзнавчого музею урочисто відбулося вересні 1984 року під час святкування 900-ліття від першої писемної згадки про Броди. Тривалий час музей мав статус народного, і лише 1 квітня 1991 року став одним з відділів Львівського історичного музею. 
На початку 2001 року музей перейшов до комунальної власності району, а від 29 березня 2001 року рішенням Бродівської районної ради на базі Бродівського історико-краєзнавчого відділу Львівського історичного музею створено Бродівський історико-краєзнавчий музей.
У зв'язку з адмінреформою та ліквідацією Бродівського району відбулася зміна засновника музею і перереєстрація закладу. Таким чином з березня 2021 року офіційна назва музею — Комунальна установа «Бродівський історико-краєзнавчий музей» Бродівської міської ради.

## Експозиція і фонди
Музейна експозиція складається із 43 розділів і побудована за хронологічним принципом у семи залах. Висвітлення історії краю здійснюється за темами: 
- Найдавніше минуле (від кам'яної доби до Київської Русі);
- Польська доба (кінець XIV–XVIII ст.);
- Край під владою Австрійської імперії (1772–1918);
- Перша світова війна (1914–1918), національно-визвольні змагання (1918–1919), Польсько-радянська війна (1920);
- Міжвоєнний період (1920–1939);
- Друга світова війна (1939–1945), боротьба ОУН, УПА на Бродівщині (1940–1950-ті).

Окремо представлені Природа Бродівщини та Етнографія краю (кінець XIX — початок XX століть). Експозицію доповнює фотогалерея з видами пам'яток історії і культури Бродівського району, панорама «Броди XVII–XVIII століть».
В музеї висвітлюється діяльність відомих людей, імена яких тісно пов'язані з історією краю: художників Івана Труша, Миколи Федюка, Євгена Лисика; письменників Якова Головацького, Юзефа Коженьовського, Тимофія Бордуляка, Володимира Хроновича, Степана Тудора, Йозефа Рота, Леопольда Бучковського; науковців — літературознавця Василя Щурата, філософа і філолога Йосипа Застирця, етнографа Осипа Роздольського, славіста і перекладача Василя Ящуна, істориків Садока Баронча та Івана Созанського; громадських діячів краю Олександра Вислоцького та о. Михайла Осадци; польського книговидавця Фелікса Веста; діячів національно-визвольних змагань Мирона Тарнавського, Олени Степанів, Романа Купчинського, Юліана Вассияна, Петра Федуна-Полтави.
У фондах музею зберігається близько 5 тисяч музейних предметів. Серед яких є археологічні пам'ятки (близько 2 тис. експонатів), колекції грошових знаків, зброї, нагород, предметів народної культури і побуту, оригінальні фотографії й документи. Важливими експонатами є матеріали з історії формування і бойових дій легіону УСС, української дивізії «Галичина» (Першої Української дивізії УНА), відділів УПА. Музей має свій архів та бібліотеку.
При Бродівському історико-краєзнавчому музеї від листопада 1995 року працює музейна бібліотека та виставкові зали. У пам'ятці національного значення XVII–XVIII століть — Бродівському замку знаходяться виставкові зали Бродівського історико-краєзнавчого музею. Тут музейні працівники проводять виставкову діяльність, працюють над створенням постійної експозиції з історії замку.

## Діяльність
Співробітники Бродівського історико-краєзнавчого музею проводять оглядові і тематичні екскурсії експозицією, Бродівським замком, історико-культурними пам'ятками міста Броди та району. Музей є організатором пошуково-дослідницьких та етнографічних експедицій. Науковці закладу беруть участь в археологічних розкопках, організовують краєзнавчі читання і конференції, надають фахові консультації.
Науковим доробком Бродівського історико-краєзнавчого музею є збірка поштівок «Броди на початку XX століття», збірник історичних фотографій «Українські Січові Стрільці», «Мала фотоенциклопедія Українських Січових Стрільців» (у співпраці з львівськими науковцями), матеріали краєзнавчої конференції «Бродам 920». Підготовлено до видання путівник «Броди: обличчя міста», буклети «Броди», «Бродівський історико-краєзнавчий музей», «Бродівський замок», «Броди і Бродівщина».
Періодично у місцевій пресі публікуються краєзнавчі науково-пізнавальні розвідки з історії краю, авторами яких є співробітники музею.
Від 2006 року Бродівський історико-краєзнавчий музей проводить щорічні краєзнавчі конференції «Брідщина — край на межі Галичини й Волині», результатом яких є видані наукові збірники.

## Краєзнавча конференція «Брідщина— край на межі Галичини й Волині»
«Брідщина — край на межі Галичини й Волині» — назва щорічної науково-краєзнавчої конференції, що проходить в  Бродах на Львівщині. Конференція має статус регіональної. В ній беруть участь науковці й краєзнавці з Львівщини, Рівненщини, Тернопільщини, Волині, Івано-Франківщини, Київщини та інших куточків України, а також, інколи, участь у конференції беруть науковці з-за кордону (Польщі, Австрії).
Захід проводиться щорічно, переважно у квітні місяці, й присвячений Міжнародному Дню пам'яток історії та культури. Крім того, конференція може бути присвячена ключовим (ювілейним) датам історії України, краю, котрі випадають на поточний рік. Ініціатором та організатором конференції є Бродівський історико-краєзнавчий музей, працівники якого займаються організацією заходу і готують до друку збірку наукових матеріалів. Напередодні конференції виходить друком однойменний збірник наукових матеріалів. Станом на 2020 рік вийшло 11 тематичних збірників матеріалів конференції. Зі змістом матеріалів можна ознайомитись на сайті «Історична спадщина Бродів».

## Участь у міжнародних проектах
Бродівський історико-краєзнавчий музей є членом робочої групи проєкту «Віа Регія — головний культурний шлях Ради Європи».
Також працівники музею брали активну участь в реалізації проєктів у співпраці з громадською організацією «Край» (м. Броди): 
- «Громада та полікультурна спадщина Бродів: потенціал, взаємодія, перспектива», що здійснювався у межах програми «Choice: культурна спадщина і сучасність» за підтримки Асоціації агенцій місцевої демократії (ALDA, Франція) за фінансування ЄС (2016—2017 рр.);
- «Чим живуть замки» у межах програми Британської Ради «Culture bridges» за фінансування ЄС в партнерстві з ГО «Старокостянтинів небайдужий» (м. Старокостянтинів, Хмельницької області) (2018 р.).